# Блэкберн Роверс
«Блэ́кберн Ро́верс» (полное название — Футбольный клуб «Блэ́кберн Ро́верс», англ. Blackburn Rovers Football Club; английское произношение: [ˈblækbərn ˈroʊvərz 'futbɔ:l klʌb]) — английский профессиональный футбольный клуб из города Блэкберн, графство Ланкашир. Клуб был основан в 1875 году, а в 1888 году стал одним из основателей Футбольной лиги Англии. Домашним стадионом клуба является «Ивуд Парк», вмещающий более 31 тысячи зрителей. Выступает в Чемпионшипе, втором по значимости дивизионе в системе футбольных лиг Англии.
«Блэкберн Роверс» является одним из семи клубов, выигрывавших образованную в 1992 году Премьер-лигу, наряду с такими клубами, как «Арсенал», «Лестер Сити», «Манчестер Сити», «Манчестер Юнайтед», «Челси» и «Ливерпуль». Произошло это в сезоне 1994/95.
Традиционные клубные цвета — бело-синие, располагающиеся на форме широкими вертикальными полосами. Английское слово Rovers очень популярно среди названий британских спортивных клубов, оно означает «бродяги» или «скитальцы». Изображение на эмблеме клуба изначально принадлежало местному городскому собранию, а надпись на эмблеме переводится с латыни как «искусством и трудом» (лат. Arte et labore). Принципиальным соперником является «Бернли», матчи против которого носят название дерби Восточного Ланкашира.

## История

### Ранние годы

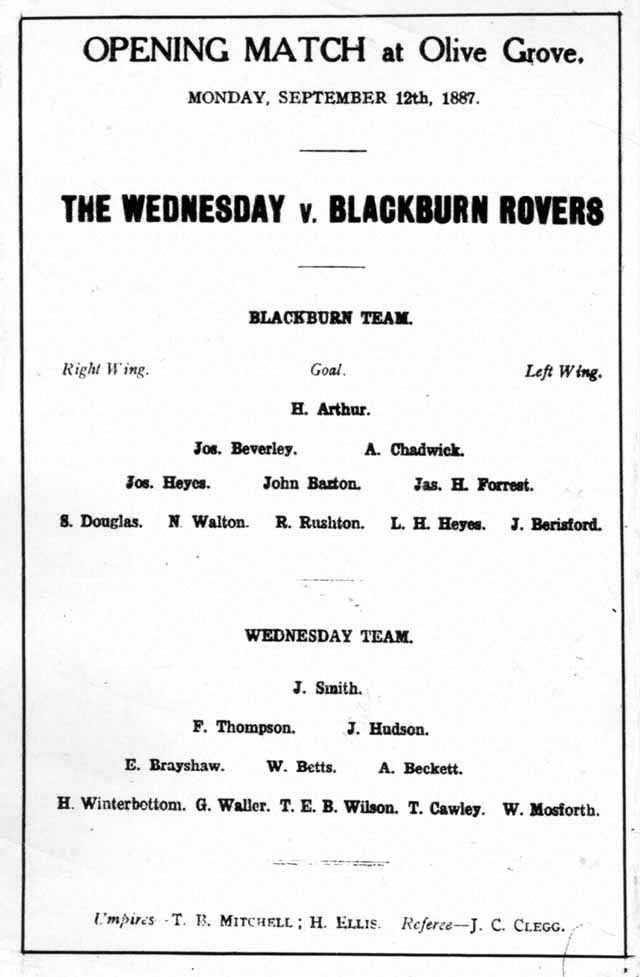
Афиша, рекламирующая матч «Блэкберн Роверс» против «Уэнсдей». 12 сентября 1887 год

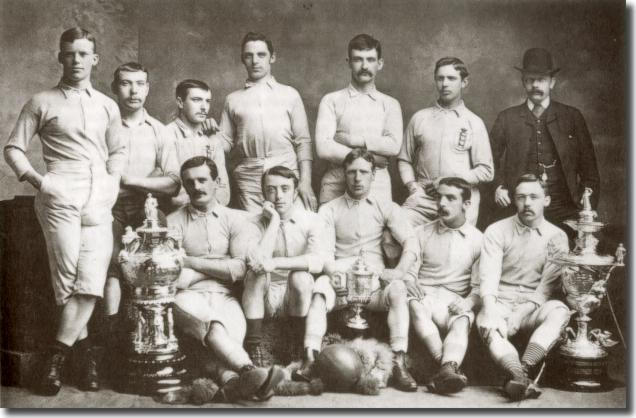
Победители Кубка Англии в сезоне 1883/84. На снимке: благотворительный кубок Восточного Ланкашира; Кубок Англии и Кубок Ланкашира. 1-й ряд (слева направо): Дж. М. Лофтхаус, Х. Макинтри, Дж. Беверли, К. Эдвардс, Ф. Сатер, Дж. Форест, Р. Биртвистл (судья). 2-й ряд (слева направо): Дж. Дуглас, Дж. Э. Соуэрбаттс, Дж. Браун, Дж. Эйвери, Дж. Харгривз

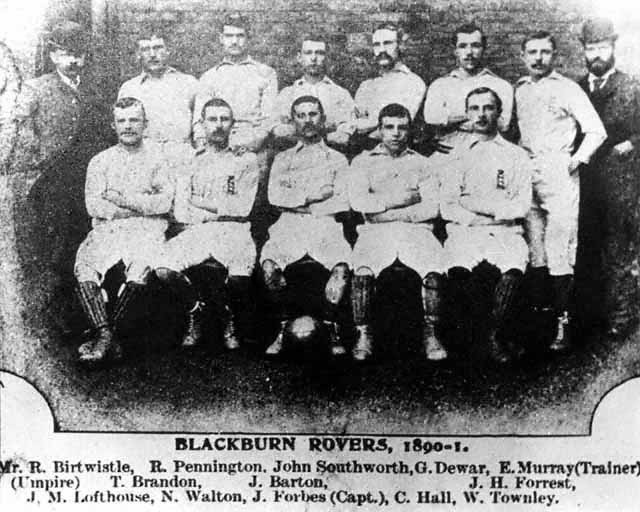
Победители Кубка Англии в сезоне 1890/91

Клуб был основан после встречи обеспеченных горожан Блэкберна в отеле «Легер» 5 ноября 1875 года. Встреча была организована двумя молодыми выпускниками школы Шрусбери, а именно Джоном Льюисом и Артуром Константином. Обсуждалась возможность формирования футбольного клуба для игры по правилам Ассоциации. Первый матч, сыгранный «Блэкберн Роверс» состоялся на территории ланкаширской церкви 18 декабря 1875 года, и завершился ничейным результатом — 1:1.
28 сентября 1878 года «Блэкберн Роверс» стал одним из 23 клубов, сформировавших Футбольную ассоциацию Ланкашира. 1 ноября 1878 года клуб впервые сыграл в Кубке Англии, обыграв футбольный клуб из Ассоциации Тайн — 5:1. В конечном итоге «Роверс» были выбиты из соревнования в третьем раунде, разгромно уступив «Ноттингем Форест» — 6:0.
25 марта 1882 года клуб сыграл в финале Кубка Англии, став первой провинциальной командой, дошедшей до финального этапа. Здесь «Блэкберн Роверс» проиграл «Олд Итонианс» — 1:0.
Всё изменилось 29 ноября 1884 года, когда «Блэкберн», наконец, одержал победу в Кубке Англии, обыграв со счётом 2:1 шотландский «Куинз Парк». В следующем сезоне те же команды снова сыграли в финале Кубка Англии, и «бродяги» снова вышли победителями — 2:0. В следующем году «Роверс» повторили этот успех, выиграв финал у «Вест Бромвич Альбион» — 2:0. За три подряд победы в Кубке Англии клуб был награждён сделанным на заказ серебряным щитом.
Сезон 1885/86 ознаменовал появление первого профессионального футболиста в стане «Блэкберн Роверс», клуб потратил 615 фунтов стерлингов на заработную плату игрока.

### Создание Футбольной лиги
«Блэкберн Роверс» стал одним из основателей Футбольной лиги в 1888 году.
29 марта 1890 года «бродяги» снова достигли финала Кубка Англии. На стадионе «Овал» клуб завоевал трофей в четвёртый раз, обыграв «Шеффилд Уэнсдей» с разгромным счётом 6:1, а нападающий Уильям Таунли забил три мяча, став первым игроком, который сделал хет-трик в финале Кубка Англии.
В сезоне 1890/91 «Блэкберн Роверс» выиграл Кубок Англии в пятый раз, на этот раз обыграв «Ноттс Каунти» — 3:1. По итогам сезона 1897/98 клубу удалось сохранить место в Первом дивизионе благодаря увеличению участников с 16 до 18 команд. Так или иначе, но этот сезон стал значимым в истории «Блэкберна» ещё и потому, что ознаменовал начало 45-летней эры Боба Кромптона, который сыграл важную роль в клубе в качестве игрока, а затем и в качестве менеджера.

### Начало XX века
В первые годы XX века «Блэкберн Роверс» испытывал определённые трудности, но результаты постепенно улучшались. На стадионе «Ивуд Парк» была проведена масштабная реконструкция: в 1905 году трибуна «Дарвен Энд» была покрыта крышей за 1680 фунтов стерлингов, а в канун Нового 1907 года была открыта новая трибуна «Наттолл». В течение первых трёх десятилетий XX века «Блэкберн Роверс» по-прежнему считался лучшей командой в английской лиге. В 1912 году «Блэкберн» впервые стал чемпионом Англии а уже через сезон, в 1914 году, клуб добился своего второго золота. Главным тренером команды на тот момент являлся Роберт Миддлтон. В 1928 году «Блэкберн Роверс» одержал блестящую победу в финале Кубка Англии над «Хаддерсфилд Таун».

### Середина XX века

График, показывающий прогресс футбольного клуба «Блэкберн Роверс» в системе Английской Футбольной лиги с первого сезона Футбольной лиги 1888—1889 годов по настоящее время

«Блэкберн Роверс» превратился в крепкого середняка Первого дивизиона и сохранял этот негласный статус до тех пор, пока в сезоне 1935/1936 окончательно не выбыл (вместе с «Астон Виллой») из высшего дивизиона (впервые с момента основания лиги). В 1939 году клуб завоевал победу во Втором дивизионе и вернулся в элиту английского футбола.
Когда завершилась Вторая мировая война и лига снова начала проводить официальные матчи, «Блэкберн» познал горечь выбывания из Первого дивизиона во втором по счёту сезоне (1947—1948), после возобновления чемпионата. В это время у болельщиков «Блэкберн Роверс» и «Престон Норт Энд» зародилась традиция закапывать гроб в ознаменование выбывания своей команды. Они выходили на улицы деревни Бамбер Бридж, чтобы в карнавальном стиле похоронить фирменный гроб клуба. В гроб ложили овощи, которые символизировали игроков команды. На сегодняшний день в гробу на Бамбер-Бридж лежит манекен в клубной форме по имени Чаки.
В течение следующих десяти лет клуб оставался во Втором дивизионе. После повышения в классе в 1958 году он снова вернулся на позиции в середине турнирной таблицы, которые занимал в начале века. В этот период «Блэкберн Роверс» редко претендовал на крупные трофеи, хотя и дошёл до финала Кубка Англии в 1960 году под руководством шотландца Далли Дункана. «Бродяги» проиграли эту встречу «Вулверхэмптон Уондерерс» со счётом 3:0 во многом из-за того, что большую часть матча играли вдесятером, так как Дэйв Уилан сломал ногу.
В сезоне 1963/1964 возродилась надежда на возвращение к былой славе, когда благодаря впечатляющей выездной победе над «Вест Хэм Юнайтед» со счётом 8:2 в восточном Лондоне в День подарков «Блэкберн» вышел на первое место в лиге. Их лидерство в чемпионате было недолгим, и они закончили сезон в нижней части турнирной таблицы, уступив титул «Ливерпулю», который в течение следующих 26 лет выиграл ещё 12 чемпионатов, в то время как судьба «Блэкберна» сложилась совсем иначе. В 1966 году «Роверс» на 26 лет покинул Первый дивизион.

### 1970-е и 1980-е
В 1970-х годах «Блэкберн Роверс» метался между Вторым и Третьим дивизионами, выиграв титул в Третьем дивизионе в 1975 году, но так и не смог побороться за выход в Первый дивизион, несмотря на усилия сменявших друг друга менеджеров, которые пытались вернуть клуб на прежний уровень. В 1979 году «Блэкберн Роверс» вновь опустился в Третий дивизион. В 1980 году «бродяги» заняли второе место в Третьем дивизионе и, за исключением одного сезона 2017/18 в Лиге 1, с тех пор не опускаются ниже двух высших дивизионах английской лиги. В следующем году они едва не добились второго подряд повышения в классе, но клуб уступил по разнице забитых и пропущенных мячей, а тренер, выигравший повышение в классе, Говард Кендалл тем летом перешёл в «Эвертон». Преемник Кендалла, Бобби Сэкстон, в течение следующих трёх сезонов занимал только средние позиции в турнирной таблице, а затем почти добился повышения в классе в сезоне 1984/85, но неудачный результат в следующем году (всего на одно место выше зоны выбывания) и провальное начало сезона 1986/1987 стоили Сэкстону работы.
Сэкстона сменил Дон Маккей, который привёл команду к достойному результату в том сезоне, а также к победе в Кубке полноправных членов. В следующие три сезона Маккей вернул «Роверс» в число претендентов на повышение в классе, но каждый раз им не хватало совсем немного. Ближе всего они подошли к этому в 1988—1989 годах, когда в последний сезон двухматчевого формата «дома и на выезде» дошли до финала плей-офф Второго дивизиона, но проиграли «Кристал Пэлас». Поражение в полуфинале плей-офф Второго дивизиона в сезоне 1989/1990 вызвало ещё большее разочарование на «Ивуд Парк», но в следующем сезоне клуб перешёл в собственность местного владельца сталелитейного завода и давнего болельщика Джека Уокера (1929—2000).

### 1990-е
После поглощения Уокером «Блэкберн Роверс» заняли 19-е место во Втором дивизионе в конце сезона 1990/1991, но новый владелец выделил миллионы фунтов на покупку новых игроков и в октябре 1991 года назначил Кенни Далглиша главным тренером. В конце сезона 1991/1992 «Роверс» вышли в новую Премьер-лигу, одержав победу в плей-офф, и спустя 26 лет вернулись в высший дивизион.
Летом 1992 года «Роверс» попали в заголовки газет, заплатив рекордную для Англии сумму в 3,5 миллиона фунтов стерлингов за 22-летнего центрального нападающего «Саутгемптона» и сборной Англии Алана Ширера. После четвёртого места в сезоне 1992/1993 и второго места в сезоне 1993/1994 «бродяги» стали чемпионами Премьер-лиги в сезоне 1994/1995. Борьба за титул продолжалась до последней игры сезона, но, несмотря на поражение «Роверс» от «Ливерпуля», они опередили соперников из «Манчестер Юнайтед» и выиграли чемпионат.
В конце сезона, после того как «Роверс» выиграли Премьер-лигу, Кенни Далглиш перешёл на должность спортивного директора и передал бразды правления своему помощнику Рэю Хэрфорду. «Блэкберн Роверс» неудачно начали сезон 1995/1996 и большую часть первой половины сезона находились в нижней части турнирной таблицы. «Бродяги» также испытывали трудности в Лиге чемпионов и заняли последнее место в своей группе, набрав всего четыре очка.
Из-за неудачного начала сезона 1996/1997 в Премьер-лиге Хэрфорд ушёл в отставку в конце октября, когда клуб занимал последнее место в дивизионе, не выиграв ни одной из первых десяти игр. Выбывание казалось реальностью через два сезона после победы в чемпионате. После неудачной попытки пригласить Свена-Ёрана Эрикссона на должность главного тренера его место до конца сезона занял многолетний тренер Тони Паркс, который едва спас команду от выбывания. Летом на должность главного тренера был назначен Рой Ходжсон, перешедший в клуб из «Интернационале». «Блэкберн» неудачно начал сезон 1998/1999, и Ходжсон был уволен в декабре, менее чем через час после домашнего поражения от «Саутгемптона» со счётом 2:0, которое опустило «бродяг» в зону выбывания. Его заменил Брайан Кидд. Кидд не смог спасти «Блэкберн Роверс» от выбывания.

### 2000-е

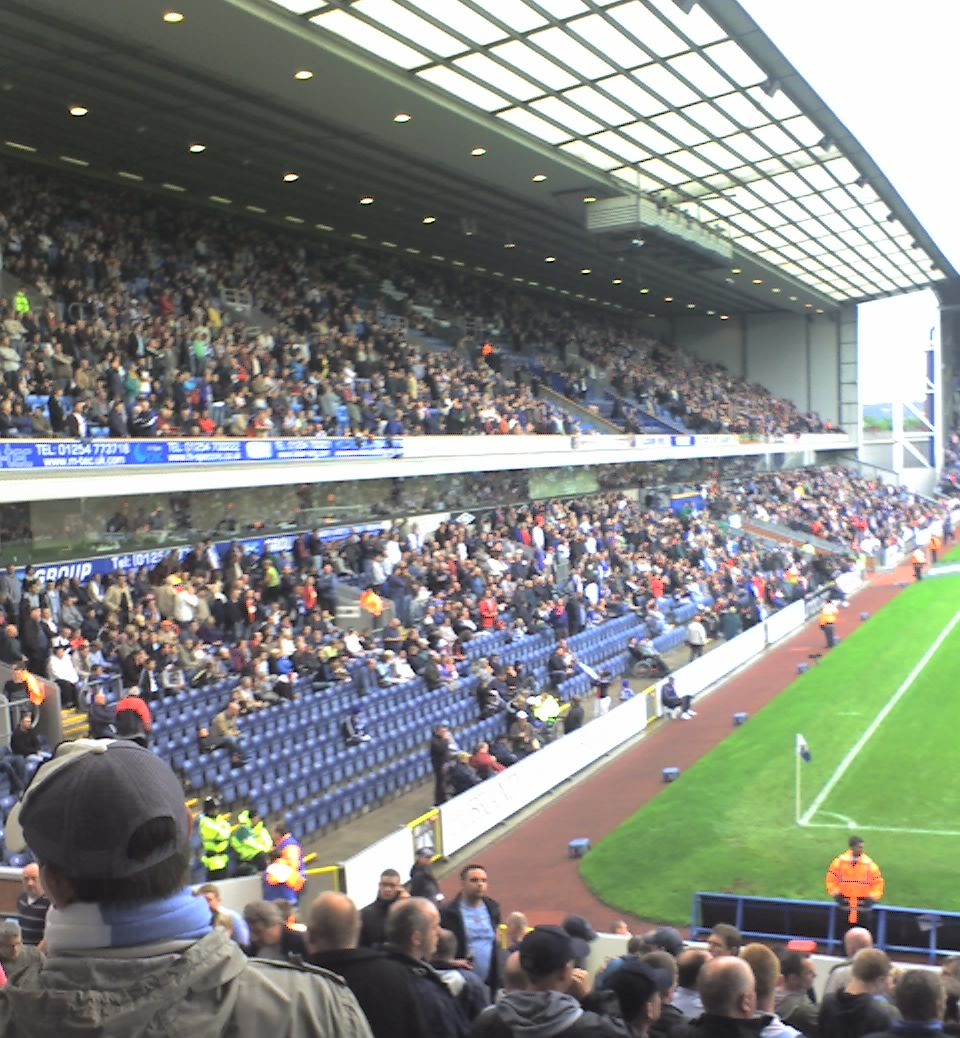
Трибуна им. Джека Уокера во время матча 2 сентября 2007 года («Блэкберн Роверс» 1-0 Манчестер Сити)

Сезон 1999/2000 «Блэкберн Роверс» начали в качестве фаворита на повышение в классе, но по ходу кампании клуб оказался на грани выбывания из Первого дивизиона, Брайан Кидд был уволен в октябре и заменён в марте Грэмом Сунессом. Джек Уокер умер сразу после начала сезона 2000/2001, и клуб посвятил борьбу за повышение в классе памяти своего благодетеля. «Бродяги» вернулись в Премьер-лигу, заняв второе место после «Фулхэма».
В сезоне 2001/2002 за 8 миллионов фунтов стерлингов был куплен рекордсмен по количеству матчей за сборную Энди Коул, и «Роверс» выиграли свой первый Кубок лиги, обыграв «Тоттенхэм Хотспур» со счётом 2:1 на стадионе «Миллениум» в Кардиффе. Коул забил победный мяч на 69-й минуте. В следующем сезоне «Роверс» заняли шестое место и во второй раз подряд вышли в Кубок УЕФА. Сунесс ушёл сразу после начала сезона 2004/2005, чтобы возглавить «Ньюкасл Юнайтед», и его заменил тренер сборной Уэльса Марк Хьюз. Хьюз обеспечил «Роверс» выживание в Премьер-лиге в сезоне 2004/2005, а также выход в полуфинал Кубка Англии, где его команда уступила «Арсеналу», при этом «бродяги» снова заняли 15-е место в чемпионате. В следующем сезоне Хьюз привёл клуб к шестому месту и третьей за пять лет европейской квалификации.
«Блэкберн Роверс» дошёл до полуфинала Кубка Англии 2006/2007, но проиграл «Челси» в дополнительное время, а также заняли десятое место в чемпионате, получив право участвовать в Кубке Интертото, что привело к участию в Кубке УЕФА 2007/2008. В мае 2008 года Марк Хьюз покинул «Блэкберн Роверс», чтобы занять вакантную должность менеджера в «Манчестер Сити». Его заменил Пол Инс, чьей первоочередной задачей было убедить некоторых игроков, желавших покинуть клуб, остаться. Ассистентом Инса стал Арчи Нокс. У руля новой команды Инс начал хорошо, но после одиннадцати матчей подряд без побед он был уволен в декабре 2008 года. Сэм Эллардайс пришёл на смену Инсу, и в сезоне 2009/10 привёл команду к десятому месту и полуфиналу Кубка лиги.

### 2010-е
19 ноября 2010 года индийская компания V H Group под брендом Venky’s London Limited выкупила 99,9 % акций клуба за 23 миллиона фунтов стерлингов и официально стала владельцем «Блэкберн Роверс». Новые владельцы немедленно уволили менеджера Сэма Эллардайса и заменили его тренером первой команды Стивом Кином, сначала на временной основе, но к январю 2011 года шотландский специалист получил постоянный контракт до июня 2013 года. Назначение Кина вызвало споры, поскольку его агент Джером Андерсон ранее сыграл важную роль в консультировании Venky’s во время поглощения клуба.
7 мая 2012 года «Блэкберн» выбыл в Чемпионшип после поражения в предпоследней игре сезона от «Уиган Атлетик», завершив одиннадцатилетнее пребывание в Премьер-лиге. В начале сезона сезона 2012/2013 владельцы дали Кину шанс вернуть клуб в элитный дивизион, поэтому он сохранил свою должность. В конечном итоге давление со стороны болельщиков, которые в течение нескольких месяцев призывали к увольнению тренера, привело к его отставке 29 сентября 2012 года. Новым главным тренером стал бывший игрок «Блэкберна» норвежец Хеннинг Берг, первый иностранный менеджер в истории клуба. На этой должности Берг проработал всего 57 дней и был отправлен в отставку. 11 января 2013 года «бродяг» возглавил Майкл Эпплтон. 16 февраля 2013 года команда под руководством Эпплтона сенсационно обыграла клуб Премьер-лиги «Арсенал» в пятом раунде Кубка Англии на стадионе «Эмирейтс», а 19 марта 2013 года, после серии плохих результатов в Чемпионшипе, Эпплтон был уволен с поста главного тренера «Роверс». В «Блэкберн Роверс» он провёл 67 дней, на десять дней больше, чем его предшественник Хеннинг Берг, а исполнять обязанности менеджера до конца сезона был назначен тренер клубной академии Гэри Бойер.
28 мая 2013 года Гэри Бойер был утверждён на посту главного тренера «Блэкберн Роверс». В сезоне 2013/2014 «бродяги» заняли восьмое место в турнирной таблице, им не хватило всего двух очков до зоны плей-офф. 1 января 2015 года из-за нарушений правил финансового фейр-плей Английская футбольная лига запретила «Блэкберну» подписывать новых игроков — как на постоянной основе, так и брать их в аренду до конца сезона 2014/2015. Окончательно трансферное эмбарго удалось снять в декабре 2015 года, тогда командой уже руководил Пол Ламберт, назначенный на должность менеджера 15 ноября 2015 года. По завершении сезона 2015/2016 шотландец покинул клуб.
2 июня 2016 года новым менеджером «Блэкберна» стал ирландец Оуэн Койл, вернувшийся в Англию из США, где тренировал Хьюстон Динамо. Койл был уволен 21 февраля 2017 года из-за того, что втянул клуб в борьбу за выживание. Спасать положение был призван Тони Моубрей. 7 мая 2017 года, спустя пять лет после выбывания из Премьер-лиги, «Блэкберн Роверс» познал горечь второго понижения в классе в эпоху правления Venky’s, опустившись до Лиги 1. Тем самым он стал первым чемпионом Английской Премьер-лиги, который был оттеснён к третьему уровню английской системы футбольной лиги, после завоевания титула. В сезоне 2017/2018 Тони Моубрей продолжил руководить командой и с первого раза вернул «Блэкберн Роверс» в Чемпионшип — 24 апреля 2018 года, обыграв «Донкастер Роверс» со счётом 1:0, «бродяги» заработали прямое повышение со второго места. 

### 2020-е
11 мая 2022 года контракт Моубрея с «Блэкберном» подошёл к концу, спустя 5 лет и более чем 250 игр у руля клуба, специалист покинул «Ивуд Парк». Пришедший на смену Моубрею Йон-Даль Томассон в первом же своём сезоне 2022/2023 ввязался в борьбу за зону плей-офф, уступив «Сандерленду» место в топ-6 исключительно из-за разницы забитых и пропущенных мячей. Перед стартом сезона 2023/2024 в СМИ появились сообщения, что из-за новых законов в Индии Venky’s получили рекомендации от правительства урезать зарубежные инвестиции, поскольку с октября 2023 года налоговые ставки на вывод финансов из Индии должны повыситься с 5 до 20 процентов, в результате чего бюджет клуба был сокращён на 20%, эту информацию подтвердил и исполнительный директор «Блэкберн Роверс» Стив Уэгготт. В итоге руководство «Роверс» решило выйти из переговоров с потенциальными новичками и заморозить возможные покупки на трансферном рынке, что привело в ярость Томассона и заставило задуматься об отставке. 9 февраля 2024 года после восьмиматчевой безвыигрышной серии датчанин всё-таки покинул «Блэкберн». В тот же день новым главным тренером был объявлен Джон Юстас. До последнего тура команда боролась за выживание. В финальном матче сезона «бродяги» обыграли «Лестер Сити» со счётом 2:0 и официально сохранили прописку в Чемпионшипе.
В сезоне 2024/2025 «Блэкберн Роверс» вновь участвовал в гонке за топ-6. 13 февраля 2025 года Джон Юстас принял решение покинуть «Ивуд Парк» и стать главным тренером «Дерби Каунти». На его место пришёл французский специалист Валерьен Исмаэль. В последнем туре «бродяги» разошлись миром с «Шеффилд Юнайтед» (1:1), этот результат похоронил надежды «Блэкберна» на плей-офф, оставив клуб в двух очках от шестого места.

## Текущий состав
| 1  | Флаг Англии            | Вр  | Эйнсли Пирс             | 1998 |  |  |  |  |  |
| 22 | Флаг Венгрии           | Вр  | Балаж Тот               | 1997 |  |  |  |  |  |
| 34 | Флаг Англии            | Вр  | Джек Барретт            | 2002 |  |  |  |  |  |
| 35 | Флаг Англии            | Вр  | Николас Михальски       | 2007 |  |  |  |  |  |
| 37 | Флаг Англии            | Вр  | Феликс Годдард          | 2004 |  |  |  |  |  |
|    |                        |     |                         |      |  |  |  |  |  |
| 2  | Флаг Англии            | Защ | Райан Алебиосу          | 2001 |  |  |  |  |  |
| 3  | Флаг Англии            | Защ | Гарри Пикеринг          | 1998 |  |  |  |  |  |
| 4  | Флаг Португалии        | Защ | Юри Рибейру             | 1997 |  |  |  |  |  |
| 5  | Флаг Шотландии         | Защ | Доминик Хайам           | 1995 |  |  |  |  |  |
| 12 | Флаг Австралии         | Защ | Льюис Миллер            | 2000 |  |  |  |  |  |
| 15 | Флаг Ирландии          | Защ | Шон Маклафлин           | 1996 |  |  |  |  |  |
| 16 | Флаг Англии            | Защ | Скотт Уортон            | 1997 |  |  |  |  |  |
| 17 | Флаг Англии            | Защ | Хейден Картер           | 1999 |  |  |  |  |  |
| 33 | Флаг Англии            | Защ | Джейк Бетти             | 2005 |  |  |  |  |  |
| 38 | Флаг Северной Ирландии | Защ | Том Атчесон             | 2006 |  |  |  |  |  |
| 40 | Флаг Англии            | Защ | Мэтти Литерлэнд         | 2005 |  |  |  |  |  |
| 41 | Флаг Англии            | Защ | Лоренцо Малларки-Мэтьюз | —    |  |  |  |  |  |
| 43 | Флаг Англии            | Защ | Джордж Пратт            | 2003 |  |  |  |  |  |
|    |                        |     |                         |      |  |  |  |  |  |

| 6  | Флаг Норвегии     | ПЗ  | Сондре Тронстад (вице-капитан) | 1995 |  |  |  |  |  |
| 8  | Флаг Португалии   | ПЗ  | Сидней Тавариш                 | 2001 |  |  |  |  |  |
| 10 | Флаг Англии       | ПЗ  | Тодд Кантуэлл                  | 1998 |  |  |  |  |  |
| 14 | Флаг Бельгии      | ПЗ  | Дион Де Нив                    | 2001 |  |  |  |  |  |
| 18 | Флаг Швеции       | ПЗ  | Аксель Хенрикссон              | 2002 |  |  |  |  |  |
| 19 | Флаг Уэльса       | ПЗ  | Райан Хеджес                   | 1995 |  |  |  |  |  |
| 21 | Флаг Англии       | ПЗ  | Джон Бакли                     | 1999 |  |  |  |  |  |
| 27 | Флаг Англии       | ПЗ  | Льюис Трэвис (капитан)         | 1997 |  |  |  |  |  |
| 28 | Флаг Англии       | ПЗ  | Адам Форшоу                    | 1991 |  |  |  |  |  |
| 30 | Флаг Англии       | ПЗ  | Джейк Гарретт                  | 2003 |  |  |  |  |  |
| 31 | Флаг Шотландии    | ПЗ  | Кристи Монтгомери              | 2004 |  |  |  |  |  |
| 36 | Флаг Англии       | ПЗ  | Джеймс Эдмондсон               | 2005 |  |  |  |  |  |
|    |                   |     |                                |      |  |  |  |  |  |
| 7  | Флаг Сьерра-Леоне | Нап | Огастес Каргбо                 | 1999 |  |  |  |  |  |
| 9  | Флаг Сенегала     | Нап | Махтар Гуйе                    | 1997 |  |  |  |  |  |
| 20 | Флаг Англии       | Нап | Гарри Леонард                  | 2003 |  |  |  |  |  |
| 23 | Флаг Японии       | Нап | Юки Охаси                      | 1996 |  |  |  |  |  |
| 32 | Флаг Англии       | Нап | Игор Тыйон                     | 2008 |  |  |  |  |  |

#### Игроки в аренде в других клубах
| \| № \| \| Поз. \| Имя \| Год рождения \| \| -- \| \| ---- \| ---------------------------------------------------------- \| ------------ \| \| 26 \| \| Защ \| Коннор О'Риордан (в Донкастер Роверс до 30 июня 2026 года) \| 2005 \| \| — \| \| Защ \| Чарли Олсон (в Олдем Атлетик до 30 июня 2026 года) \| 2004 \| |               |      |                                                            |              |
| № |               | Поз. | Имя                                                        | Год рождения |
| 26 | Флаг Ирландии | Защ  | Коннор О'Риордан (в Донкастер Роверс до 30 июня 2026 года) | 2005         |
| — | Флаг Англии   | Защ  | Чарли Олсон (в Олдем Атлетик до 30 июня 2026 года)         | 2004         |

### Тренерский штаб
| Имя              | Должность                       |
| ---------------- | ------------------------------- |
| Валерьен Исмаэль | Главный тренер                  |
| Рюди Жестед      | Глава футбольного отдела        |
| —                | Глава скаутинга и рекрутинга    |
| Адам Оуэн        | Глава технических операций      |
| Дин Уайтхэд      | Ассистент тренера               |
| —                | Тренер                          |
| —                | Тренер                          |
| Дэмиен Джонсон   | Технический тренер              |
| Бен Бенсон       | Тренер вратарей                 |
| Начо Санчо       | Тренер по физической подготовке |
| Крис Далтон      | Консультант                     |
| Эндрю Проктор    | Глава медицинской службы        |
| Адам Коллинз     | Главный аналитик                |
| Пол Скофилд      | Администратор                   |

## Трансферы 2025/2026

### Лето 2025

#### Пришли
| Поз. | Игрок             | Прежний клуб |
| ---- | ----------------- | ------------ |
| Защ  | Льюис Миллер      | Хиберниан    |
| Защ  | Шон Маклафлин     | Халл Сити    |
| Защ  | Райан Алебиосу    | Кортрейк     |
| ПЗ   | Аксель Хенрикссон | ГАИС         |
| ПЗ   | Дион Де Нив       | Кортрейк     |
| ПЗ   | Сидней Тавариш    | Морейренсе   |

#### Ушли
| Поз. | Игрок                  | Новый клуб               |
| ---- | ---------------------- | ------------------------ |
| Вр   | Джордан Истем***       | Аштон Юнайтед            |
| Защ  | Чарли Олсон*           | Олдем Атлетик            |
| Защ  | Каллум Бриттан         | Мидлсбро                 |
| Защ  | Коннор О'Риордан*      | Донкастер Роверс         |
| Защ  | Дэнни Батт***          | Дерби Каунти             |
| Защ  | Оуэн Бек**             | Ливерпуль                |
| Защ  | Дион Сандерсон**       | Бирмингем Сити           |
| Защ  | Патрик Гэмбл***        | без клуба                |
| Защ  | Рис Доэрти***          | Кингс-Линн Таун          |
| Защ  | Тэдди Рэмвелл***       | без клуба                |
| ПЗ   | Джо Ранкин-Костелло    | Чарльтон Атлетик         |
| ПЗ   | Амарио Козье-Дюберри** | Брайтон энд Хоув Альбион |
| ПЗ   | Зак Гилсенан***        | Гримсби Таун             |
| ПЗ   | Том Блоксэм***         | без клуба                |
| ПЗ   | Айзек Уайтхолл***      | без клуба                |
| ПЗ   | Джалил Саади***        | без клуба                |
| ПЗ   | Адам Кэддик***         | Уоррингтон Райлендс      |
| ПЗ   | Дэн Шоу***             | без клуба                |
| ПЗ   | Пол Мерфи-Уоррелл***   | Саутпорт                 |
| ПЗ   | Стивен Эдмондсон***    | без клуба                |
| ПЗ   | Натан Уиллис***        | Барнсли                  |
| ПЗ   | Джексон Шоррокс***     | без клуба                |
| ПЗ   | Брэдли Тейлор***       | без клуба                |
| Нап  | Тайрис Долан***        | Эспаньол                 |
| Нап  | Андреас Вайман***      | Дерби Каунти             |
| Нап  | Эммануэль Деннис**     | Ноттингем Форест         |
| Нап  | Коли Вудроу**          | Лутон Таун               |
| Нап  | Дилан Маркандей***     | Честерфилд               |
| Нап  | Джек Вейл***           | без клуба                |
| Нап  | Алекс Бейкер***        | без клуба                |
| Нап  | Льюис Белл***          | Марин                    |

* В аренду 

** Из аренды 

*** Свободный агент

## Лучший гол сезона
| Сезон   | Игрок                 | Противник            | Стадион         | Турнир                | Дата             |
| ------- | --------------------- | -------------------- | --------------- | --------------------- | ---------------- |
| 2000/01 | Дэмьен Дафф           | Бирмингем Сити       | Сент-Эндрюс     | Первый дивизион       | Февраль 2001     |
| 2001/02 | Дэмьен Дафф           | Ипсвич Таун          | Ивуд Парк       | Премьер-лига          | 13 марта 2002    |
| 2002/03 | Эндрю Коул            | Ливерпуль            | Энфилд          | Премьер-лига          | 26 декабря 2002  |
| 2003/04 | Тугай Керимоглу       | Бирмингем Сити       | Сент-Эндрюс     | Премьер-лига          | 6 декабря 2003   |
| 2004/05 | Мортен Гамст Педерсен | Бернли               | Ивуд Парк       | Кубок Англии          | 1 марта 2005     |
| 2005/06 | Стивен Рид            | Уиган Атлетик        | Ди-дабл-ю       | Премьер-лига          | 31 декабря 2005  |
| 2006/07 | Бенни Маккарти        | Арсенал              | Ивуд Парк       | Кубок Англии          | 28 февраля 2007  |
| 2007/08 | Тугай Керимоглу       | Рединг               | Ивуд Парк       | Премьер-лига          | 20 Октября 2007  |
| 2008/09 | Арон Мокоена          | Сандерленд           | Ивуд Парк       | Кубок Англии          | 4 февраля 2009   |
| 2009/10 | Мартин Ульссон        | Астон Вилла          | Вилла Парк      | Кубок Футбольной лиги | 20 января 2010   |
| 2010/11 | Джуниор Хойлетт       | Вест Бромвич Альбион | Ивуд Парк       | Премьер-лига          | 23 января 2011   |
| 2011/12 | Рубен Рочина          | Фулхэм               | Крейвен Коттедж | Премьер-лига          | 11 сентября 2011 |
| 2012/13 | Дэвид Данн            | Бернли               | Ивуд Парк       | Чемпионшип            | 17 марта 2013    |
| 2013/14 | Джейсон Лоу           | Мидлсбро             | Ивуд Парк       | Чемпионшип            | 2 ноября 2013    |
| 2014/15 | Том Кэрни             | Норвич Сити          | Карроу Роуд     | Чемпионшип            | 19 августа 2014  |
| 2015/16 | Шейн Даффи            | Брентфорд            | Гриффин Парк    | Чемпионшип            | 19 марта 2016    |
| 2016/17 | Эллиотт Беннетт       | Блэкпул              | Ивуд Парк       | Кубок Англии          | 28 января 2017   |
| 2017/18 | Брэдли Дэк            | Питерборо Юнайтед    | Лондон Роуд     | Лига 1                | 9 декабря 2017   |
| 2018/19 | Джо Ротуэлл           | Ноттингем Форест     | Сити Граунд     | Чемпионшип            | 13 апреля 2019   |
| 2019/20 | Адам Армстронг        | Кардифф Сити         | Кардифф Сити    | Чемпионшип            | 7 июня 2020      |
| 2020/21 | Харви Эллиотт         | Миллуолл             | Ивуд Парк       | Чемпионшип            | 2 декабря 2020   |
| 2021/22 | Реда Хадра            | Куинз Парк Рейнджерс | Ивуд Парк       | Чемпионшип            | 26 февраля 2022  |
| 2022/23 | Гарри Пикеринг        | Шеффилд Юнайтед      | Ивуд Парк       | Чемпионшип            | 4 марта 2023     |
| 2023/24 | Райан Хеджес          | Уотфорд              | Викаридж Роуд   | Чемпионшип            | 27 августа 2023  |
| 2024/25 | Андреас Вайман        | Бернли               | Терф Мур        | Чемпионшип            | 31 августа 2024  |

## Игрок сезона
| Год       | Победитель       | Амплуа       |
| --------- | ---------------- | ------------ |
| 1980/81   | Мик Спейт        | Полузащитник |
| 1981/82   | Мик Рэтбоун      | Защитник     |
| 1982/83   | Дерек Фазакерли  | Защитник     |
| 1983/84   | Саймон Гарнер    | Нападающий   |
| 1984/85   | Терри Дженно     | Вратарь      |
| 1985/86   | Саймон Баркер    | Полузащитник |
| 1986/87   | Дэвид Мейл       | Защитник     |
| 1987/88   | Колин Хендри     | Защитник     |
| 1988/89   | Ховард Гейл      | Нападающий   |
| 1989/90   | Скотт Селларс    | Полузащитник |
| 1990/91   | Кевин Моран      | Защитник     |
| 1991/92   | Дэвид Спиди      | Нападающий   |
| 1992/93   | Колин Хендри     | Защитник     |
| 1993/94   | Дэвид Бэтти      | Полузащитник |
| 1994/95   | Алан Ширер       | Нападающий   |
| 1995/96   | Алан Ширер       | Нападающий   |
| 1996/97   | Колин Хендри     | Защитник     |
| 1997/98   | Крис Саттон      | Нападающий   |
| 1998/99   | Джон Филан       | Вратарь      |
| 1999/2000 | Ли Карсли        | Полузащитник |
| 2000/01   | Мэтт Янсен       | Нападающий   |
| 2001/02   | Дэмьен Дафф      | Полузащитник |
| 2002/03   | Брэд Фридель     | Вратарь      |
| 2003/04   | Энди Тодд        | Защитник     |
| 2004/05   | Энди Тодд        | Защитник     |
| 2005/06   | Крейг Беллами    | Нападающий   |
| 2006/07   | Дэвид Бентли     | Полузащитник |
| 2007/08   | Роке Санта Крус  | Нападающий   |
| 2008/09   | Стивен Уорнок    | Защитник     |
| 2009/10   | Стивен Н’Зонзи   | Полузащитник |
| 2010/11   | Пол Робинсон     | Вратарь      |
| 2011/12   | Якубу Айегбени   | Нападающий   |
| 2012/13   | Джордан Роудс    | Нападающий   |
| 2013/14   | Том Кэрни        | Полузащитник |
| 2014/15   | Маркус Ульссон   | Защитник     |
| 2015/16   | Грант Хэнли      | Защитник     |
| 2016/17   | Деррик Уильямс   | Защитник     |
| 2017/18   | Брэдли Дэк       | Полузащитник |
| 2018/19   | Дэнни Грэм       | Нападающий   |
| 2019/20   | Адам Армстронг   | Нападающий   |
| 2020/21   | Томас Камински   | Вратарь      |
| 2021/22   | Ян Пол ван Хекке | Защитник     |
| 2022/23   | Доминик Хайам    | Защитник     |
| 2023/24   | Сэмми Смодикс    | Полузащитник |
| 2024/25   | Сондре Тронстад  | Полузащитник |

## Достижения
- Первый дивизион / Премьер-лига[81]
  - Чемпион (3): 1911/12, 1913/14, 1994/95
  - Вице-чемпион: 1993/94
- Второй дивизион / Чемпионшип[81]
  - Чемпион: 1938/39
  - Вице-чемпион (2): 1957/58, 2000/01
- Третий дивизион / Лига 1[81]
  - Чемпион: 1974/75
  - Вице-чемпион: 1979/80, 2017/2018
- Кубок Англии
  - Обладатель (6): 1884, 1885, 1886, 1890, 1891, 1928
  - Финалист (2): 1882, 1960
- Кубок Футбольной лиги
  - Обладатель: 2002
- Суперкубок Англии
  - Обладатель: 1912
- Кубок полноправных членов
  - Обладатель: 1987

## Тренеры
| Годы работы | Имя               | Помощник тренера                   | Достижения                                                                                 |
| ----------- | ----------------- | ---------------------------------- | ------------------------------------------------------------------------------------------ |
| 1884—1896   | Томас Митчелл     |                                    | Победа в Кубке Англии (1884, 1885, 1886, 1890, 1891)                                       |
| 1896—1903   | Джей Уормсли      |                                    |                                                                                            |
| 1903—1925   | Роберт Мидлтон    |                                    | Чемпион Первого дивизиона (1911/12, 1913/14), победа в Суперкубке (1912)                   |
| 1922—1926   | Джек Карр         |                                    |                                                                                            |
| 1926—1930   | Боб Кромптон      |                                    | Победа в Кубке Англии (1928)                                                               |
| 1931—1936   | Артур Барритт     |                                    |                                                                                            |
| 1936—1938   | Рэг Тейлор        |                                    |                                                                                            |
| 1938—1941   | Боб Кромптон      |                                    | Чемпион Второго дивизиона (1938/39)                                                        |
| 1944—1947   | Эдди Хэпгуд       |                                    |                                                                                            |
| 1947        | Уилл Скотт        |                                    |                                                                                            |
| 1947—1949   | Джек Брутон       |                                    |                                                                                            |
| 1949—1953   | Джеки Бестолл     |                                    |                                                                                            |
| 1953—1958   | Джонни Кэри       |                                    |                                                                                            |
| 1958—1960   | Долли Дункан      |                                    |                                                                                            |
| 1960—1967   | Джек Маршалл      |                                    |                                                                                            |
| 1967—1970   | Эдди Квикли       |                                    |                                                                                            |
| 1970—1971   | Джонни Кэри       |                                    |                                                                                            |
| 1971—1973   | Кен Ферфи         | Ричард Денис                       |                                                                                            |
| 1974—1975   | Гордон Ли         | Ричард Денис                       | Чемпион Третьего дивизиона (1974/75)                                                       |
| 1975—1978   | Джим Смит         |                                    |                                                                                            |
| 1978        | Джим Айли         | Джон Пикеринг                      |                                                                                            |
| 1978—1979   | Джон Пикеринг     |                                    |                                                                                            |
| 1979—1981   | Ховард Кендалл    |                                    | Выход из Третьего дивизиона во Второй дивизион (1979/80)                                   |
| 1981—1986   | Бобби Сэкстон     |                                    |                                                                                            |
| 1987—1991   | Дон Маккей        |                                    | Победа в Кубке полноправных членов (1987)                                                  |
| 1991—1996   | Кенни Далглиш     | Рэй Харфорд                        | Победитель плей-офф Второго дивизиона (1991/92), Чемпион Английской Премьер-лиги (1994/95) |
| 1996—1997   | Рэй Хартфорд      |                                    |                                                                                            |
| 1997—1998   | Рой Ходжсон       |                                    |                                                                                            |
| 1998—1999   | Брайан Кидд       | Брайан Макклер                     |                                                                                            |
| 1999—2000   | Тони Паркс        |                                    |                                                                                            |
| 2000—2003   | Грэм Сунесс       | Тони Паркс                         | Выход из Второго дивизиона в Премьер-лигу (2000/01), Победа в Кубке Футбольной лиги (2002) |
| 2004—2008   | Марк Хьюз         | Марк Боуэн                         |                                                                                            |
| 2008        | Пол Инс           | Рэй Маттиас                        |                                                                                            |
| 2008—2010   | Сэм Эллардайс     | Нил Макдональд                     |                                                                                            |
| 2010—2012   | Стив Кин          | Йон Йенсен, Пол Клемент, Эрик Блэк |                                                                                            |
| 2012        | Хеннинг Берг      | Эрик Блэк                          |                                                                                            |
| 2012—2013   | Майкл Эпплтон     | Эшли Вествуд                       |                                                                                            |
| 2013—2015   | Гэри Бойер        | Терри Макфиллипс                   |                                                                                            |
| 2015—2016   | Пол Ламберт       | Алан Ирвин                         |                                                                                            |
| 2016—2017   | Оуэн Койл         | Алан Ирвин, Сэнди Стюарт           |                                                                                            |
| 2017—2022   | Тони Моубрей      | Дэвид Лоу, Марк Венус              | Выход из Лиги 1 в Чемпионшип (2017/18)                                                     |
| 2022—2024   | Йон-Даль Томассон | Реми Рейньерс                      |                                                                                            |
| 2024—2025   | Джон Юстас        | Мэтт Гарднер                       |                                                                                            |
| 2025—н.в.   | Валерьен Исмаэль  | Дин Уайтхэд                        |                                                                                            |

## Клубные цвета и эмблема
Бело-синие цвета в экипировке команда использует с первых дней своего существования. Такая расцветка «Блэкберна» исторически связана с цветами школы Шрусбери, на базе которой возник футбольный клуб. Ранее на левой стороне первых футболок был изображён мальтийский крест, также имеющий связь со школьной символикой.
Изначально футболки «Блэкберна» были чисто белыми. Синей была нижняя часть формы, а в синюю и белую полоску было раскрашено кепи — атрибут футбольной экипировки тех времён. Расцветка в четыре сегмента или «в кварту» (какую можно наблюдать в современной форме) появилась некоторое время спустя, в 1878 году. В разные периоды оттенки синего изменялись от небесно-голубого до тёмного сливового, при этом синей могла быть любая, левая или правая, половина футболки. С 1934 года синий окончательно «прописался» на левой части экипировки.
Цвета альтернативной формы вариативны, в разное время команда выступала в красных, жёлтых, чёрных и других цветов футболках. При этом красный цвет можно назвать третьим по популярности. Небольшие красные элементы, как правило, присутствуют и на основной форме. Очевидно, он восходит к одному из атрибутов клубной символики — алой розе. Красный начинает регулярно появляться в цветах экипировки с середины 1970-х годов, одновременно с появлением изображения цветка на груди футболки.
Алая роза — символ графства Ланкашир, в котором расположен город Блэкберн. Алая роза на эмблеме клуба дублирует символ дома Ланкастеров, с которым стала ассоциироваться в период тридцатилетней войны за престол (1455—1485), известной в истории как война Алой и Белой розы.
«Arte et labore» — девиз клуба, буквально переводится с латинского как «искусством и трудом». Вариант перевода: «мастерством и трудолюбием». До создания футбольного клуба данный девиз использовался городским советом Блэкберна.
Данная клубная эмблема впервые появилась на футболках игроков в сезоне 1989/90 года.

### Форма

#### Домашняя
| 2008/09 | 2009/10 | 2010/11 | 2011/12 | 2012/13 | 2013/14 | 2014/15 | 2015/16 | 2016/17 | 2017/18 | 2018/19 |
| 2019/20 | 2020/21 | 2021/22 | 2022/23 |         |         |         |         |         |         |         |

#### Гостевая
| 2008/09 | 2009/10 | 2010/11 | 2011/12 | 2012/13 | 2013/14 | 2014/15 | 2015/16 | 2016/17 | 2017/18 | 2018/19 |
| 2019/20 | 2020/21 | 2021/22 | 2022/23 |         |         |         |         |         |         |         |

#### Резервная
| 2012/13 | 2016/17 | 2019/20 | 2021/22 |

Источник:
| Период     | Поставщик формы | Титульный спонсор            |
| ---------- | --------------- | ---------------------------- |
| 1974—1981  | Umbro           | Отсутствовал                 |
| 1981—1984  | Spall           | Отсутствовал                 |
| 1984—1988  | Spall           | Perspex                      |
| 1988—1990  | Ellgren         | Perspex                      |
| 1990—1991  | Ribero          | Perspex                      |
| 1991—1992  | Ribero          | McEwan’s Lager               |
| 1992—1996  | ASICS           | McEwan’s Lager               |
| 1996—1998  | ASICS           | CIS                          |
| 1998—2000  | Uhlsport        | CIS                          |
| 2002—2004  | Kappa           | Time Computers               |
| 2002—2003  | Kappa           | AMD                          |
| 2003—2004  | Kappa           | HSA                          |
| 2004—2005  | Lonsdale        | HSA                          |
| 2005—2006  | Lonsdale        | Lonsdale                     |
| 2006—2007  | Lonsdale        | Bet24                        |
| 2007—2008  | Umbro           | Bet24                        |
| 2008—2011  | Umbro           | Crown Paints                 |
| 2011—2012  | Umbro           | The Prince’s Trust           |
| 2012—2013  | Umbro           | PROBIZ                       |
| 2013—2014  | Nike            | Regulatory Finance Solutions |
| 2014—2015  | Nike            | Zebra Claims Ltd.            |
| 2015—2016  | Nike            | Dafabet                      |
| 2016—2018  | Umbro           | Dafabet                      |
| 2018—2020  | Umbro           | 10bet                        |
| 2020—2021  | Umbro           | Recoverite                   |
| 2021—2022  | Macron          | Recoverite                   |
| 2022—2024  | Macron          | Totally Wicked               |
| 2024—н. в. | Macron          | Watson Ramsbottom            |